# Oscinella moirangae
Oscinella moirangae är en tvåvingeart som beskrevs av Cherian 1977. Oscinella moirangae ingår i släktet Oscinella och familjen fritflugor. Inga underarter finns listade i Catalogue of Life.